# Reda Benhadj
Reda Djillali Benhadj est un footballeur algérien né le 31 mai 1978 à El Attaf dans la banlieue d'Aïn-Defla. Il évoluait au poste de milieu de terrain.

## Biographie
Reda Benhadj est un milieu de terrain qui a évolué dans plusieurs clubs algériens de D1 et D2, comme le RC Kouba, l'USM Blida, l'ASO Chlef, JS Kabylie, l'OMR El Anasser et l'USM Annaba.

## Palmarès
- Champion d'Algérie en 2006 avec la JS Kabylie.
- Vice-champion d'Algérie en 2005 avec la JS Kabylie.
- Accession en Ligue 1 en 2001 avec le RC Kouba.